# Mistrzostwa Europy w Lekkoatletyce 1934 – skok w dal mężczyzn
Konkurs skoku w dal mężczyzn był jedną z konkurencji rozgrywanych podczas I Mistrzostw Europy w Turynie. Zawody zostały rozegrane w sobotę 8 września 1934 roku na Stadionie im. Benito Mussoliniego w Turynie. Zwycięzcą tej konkurencji został niemiecki zawodnik Wilhelm Leichum. W rywalizacji wzięło udział piętnastu zawodników z jedenastu reprezentacji.

## Wyniki
| Miejsce | Zawodnik         | Najdłuższy skok |
| ------- | ---------------- | --------------- |
| 1       | Wilhelm Leichum  | 7,45 m          |
| 2       | Otto Berg        | 7,31 m          |
| 3       | Luz Long         | 7,25 m          |
| 4       | Robert Paul      | 7,16 m          |
| 5       | Arturo Maffei    | 7,12 m          |
| 6       | Henrik Koltai    | 7,01 m          |
| 7       | Jean Studer      | 6,84 m          |
| 8       | Sándor Dombóvári | 6,80 m          |
| 9       | Ingvard Andersen | 6,75 m          |
| 10      | Eric Svensson    | 6,73 m          |
| 11      | Nikolai Küttis   | 6,71 m          |
| 12      | Henri Fejean     | 6,62 m          |
| 13      | Francesco Tabai  | 6,60 m          |
| 14      | Ludvík Kománek   | 6,47 m          |
| 15      | François Mersch  | 6,38 m          |